# Halže
Halže (nemško Hals) je vas in občina v Plzenskem okraju na Češkem. V začetku leta 2023 je imelo 1054 prebivalcev. Površina občine je znašala 35,56 km².